# Lupinus atlanticus
Lupinus atlanticus là một loài thực vật có hoa trong họ Đậu. Loài này được Gladst. miêu tả khoa học đầu tiên.